# Bolsa de eletricidade
A bolsa de eletricidade é um sistema para compra e venda de energia elétrica usando oferta e procura para ajustar o preço, parecida com uma bolsa de valores, um local onde se negociam ações de empresas de capital aberto (públicas ou privadas). 
A venda de grandes quantidades é tipicamente realizada por uma operadora de rede ou uma entidade independente.  Mercados necessitam de vários operadores para garantir confiabilidade, reserva para falhas, reserva para folga de operação, e garantia de capacidade instalada, também geridas por um operador de rede. Também, para maior parte das redes há mercados de eletricidade de derivativos, como mercado futuro e de opções de compra e venda. Esses mercados se desenvolvem através da desregulamentação dos sistemas de geração e distribuição de eletricidade do mundo. 

## Bolsas de eletricidade no mundo
| País           | Título                                                           | Site                                         |
| -------------- | ---------------------------------------------------------------- | -------------------------------------------- |
| Brasil         | Câmara de Comercialização de Energia Elétrica                    | http://www.ccee.org.br/                      |
| Países Baixos  | Amsterdam Power Exchange                                         | http://www.apx.nl/                           |
| Eslovênia      | Borzen                                                           | http://www.borzen.si/                        |
| Reino Unido    | Elexon                                                           | http://www.elexon.co.uk                      |
| Áustria        | Energy Exchange Austria                                          | http://www.exaa.at                           |
| Estados Unidos | ERCOT e NYISO                                                    | http://www.ercot.com e http://www.nyiso.com  |
| Alemanha       | European Energy Exchange                                         | http://www.eex.de/                           |
| Itália         | GME e IPEX                                                       | http://www.mercatoelettrico.org              |
| Canadá         | IESO                                                             | http://www.ieso.ca                           |
| Austrália      | NEMMCO                                                           | http://www.nemmco.com.au                     |
| Escandinávia   | Nord Pool                                                        | http://www.nordpool.no                       |
| Espanha        | OMIE                                                             | http://www.omie.es/                          |
| Roménia        | Opcom                                                            | http://www.opcom.ro/                         |
| Chéquia        | OTE                                                              | http://www.ote-cr.cz/                        |
| Polónia        | PolPX                                                            | http://www.polpx.pl/                         |
| França         | Powernext                                                        | http://www.powernext.fr/                     |
| Portugal       | OMIP                                                             | http://www.omip.pt/                          |
| Hungria        | Hungarian Power Exchange HUPX                                    | http://www.hupx.hu/                          |
| Índia          | Power Exchange India Limited, PXIL                               | http://www.powerexindia.com                  |
| Irlanda        | SEMO                                                             | http://www.sem-o.com                         |
| Japão          | Japan Electric Power Exchange (JEPX)                             | http://www.jepx.org/English/index_e.html     |
| Filipinas      | Philippine Wholesale Electricity Spot Market                     | http://www.wesm.ph/                          |
| Rússia         | Trade System Administrator (ATS)                                 | http://www.atsenergo.ru/                     |
| Singapura      | Energy Market Authority, Singapore e Energy Market Company (EMC) | http://www.ema.gov.sg/ http://www.emcsg.com/ |
| Turquia        | Turkish Electricity Market                                       | http://portal.pmum.gov.tr/                   |